# Trogan
Trogan is een bestuurslaag in het regentschap Bangkalan van de provincie Oost-Java, Indonesië. Trogan telt 1298 inwoners (volkstelling 2010).